# Xã Ferris, Michigan
Xã Ferris (tiếng Anh: Ferris Township) là một xã thuộc quận Montcalm, tiểu bang Michigan, Hoa Kỳ. Năm 2010, dân số của xã này là 1.422 người.